# Frances Tomelty
Frances Tomelty (n. Belfast, Irlanda del Norte) es actriz de profesión. 

## Biografía
Es hija del fallecido actor británico Joseph Tomelty, su hermana es la actriz Roma Tomelty.
El 1 de mayo de 1976 se casó con el famoso cantante y compositor británico Sting, la pareja tuvo dos hijos: el cantante Joseph "Joe" Sumner el 23 de noviembre de 1976 (quien es miembro de la banda "Fiction Plane") y la actriz Fuchsia Catherine "Kate" Sumner el 17 de abril de 1982. La pareja se divorció el 1 de marzo de 1984.

## Carrera
En 1972 apareció como invitada en un episodio de la famosa serie de televisión británica  Coronation Street donde dio vida a Christine Peters.
En el 2004 apareció como invitada en un episodio de la popular serie británica Spooks donde interpretó a Carmen Joyce, la esposa del agente Herman Joyce (Tomas Arana).
En el 2006 apareció en el episodio "Worlds Apart" de la serie médica Casualty donde interpretó a Morven Tasker, anteriormente había aparecido por primera vez en la serie en 1994 donde interpretó a Annie McGann durante el episodio "First Impressions".
En el 2009 participó en la coproducción anglo-francesa de la película Chéri donde dio vida a Rose.
En el 2013 apareció como invitada en tres episodios de la serie The White Queen donde interpretó a Lady Beauchamp, la madre de Lady Margaret Beaufort (Amanda Hale).

## Filmografía[1]

### Series de televisión
| Año         | Título                           | Personaje               | Notas                                      |
| ----------- | -------------------------------- | ----------------------- | ------------------------------------------ |
| 2015        | Unforgotten                      | Maureen Sullivan        | 5 episodios                                |
| 2013        | The White Queen                  | Lady Margaret Beauchamp | 3 episodios                                |
| 2012        | Merlin                           | Niede                   | episodio "The Disir"                       |
| 2012        | Holby City                       | Patty Turner            | 2 episodios                                |
| 2011        | Law & Order: UK                  | Hermana Logan           | episodio "The Wrong Man"                   |
| 2011        | Walking the Dead                 | Jane Hussey             | 2 episodios                                |
| 2010        | Silent Witness                   | Anne Cunningham         | 2 episodios                                |
| 2010        | The Royal                        | Rosemary Briggs         | episodio "Any Old Iron"                    |
| 2008        | Bonekickers                      | Kate Magwilde           | 4 episodios                                |
| 2007        | Sold                             | Lady Ellesmere          | episodio # 1.3                             |
| 2006        | The Amazing Mrs Pritchard        | Kitty Porter            | 4 episodios                                |
| 2006        | Casualty                         | Morven Tasker           | episodio "Worlds Apart"                    |
| 2004        | Spooks                           | Carmen Joyce            | episodio # 3.1                             |
| 2004        | New Tricks                       | Jill Brewer             | episodio # 1.5                             |
| 2004        | Midsomer Murders                 | Audrey Monday           | episodio "The Maid in Splendour"           |
| 2002        | Doctors                          | Susan Morrison          | episodio "Ghosts"                          |
| 1999 - 2000 | Lucy Sullivan Is Getting Married | Mrs. Sullivan           | 16 episodios                               |
| 1999        | Trial & Retribution              | Norma O'Sullivan        | episodio # 3.2                             |
| 1998        | Vanity Fair                      | Mrs. O'Dowd             | 4 episodios - miniserie                    |
| 1998        | Ballykissangel                   | Fionnuala               | episodio "Pack up Your Troubles"           |
| 1996        | Kavanagh QC                      | Gina Lomax              | episodio "A Stranger in the Family"        |
| 1995        | 99-1                             | Comandante Stone        | 8 episodios                                |
| 1994        | Shakespeare: The Animated Tales  | Calphurnia              | episodio "Julius Caesar"                   |
| 1993        | Cracker                          | Julie Lang              | 2 episodios                                |
| 1991        | Perfect Scoundrels               | Patricia                | episodio "Grandmother's Footsteps"         |
| 1991        | 4 Play                           | Julia Parrish           | episodio "Work!"                           |
| 1991        | Spender                          | Lorraine Hope           | episodio "Double Jeopardy "                |
| 1989        | Boon                             | Nina Brack              | episodio "Big Game Hunt"                   |
| 1989        | Bergerac                         | Bonnie Hawkesworth      | episodio "The Other Woman"                 |
| 1988        | Inspector Morse                  | Grace Craven            | episodio "Last Seen Wearing"               |
| 1987        | A Perfect Spy                    | Peggy Wentworth         | miniserie                                  |
| 1985        | Summer Season                    | Susana Prine            | episodio "Radio Pictures"                  |
| 1984        | Oxbridge Blues                   | Angela Lane             | episodio "The Muse"                        |
| 1983        | Storyboard                       | Laura Grey              | episodio "Lytton's Diary"                  |
| 1983        | American Playhouse               | Sheila Bennett Hatch    | episodio "The Files on Jill Hatch: Part I" |
| 1982        | Tales of the Unexpected          | Norma                   | episodio "The Absence of Emily"            |
| 1982        | Play for Today                   | Norma                   | episodio "Under the Skin"                  |
| 1980        | The Enigma Files                 | Josepha                 | episodio "Gone Missing"                    |
| 1979        | Testament of Youth               | Hermana Hope Milroy     | episodio "1918" - miniserie                |
| 1978 - 1979 | Strangers                        | Det. Cons. Linda Doran  | 7 episodios                                |
| 1977        | Survivors                        | Mary Jean Mead          | episodio "The Enemy"                       |
| 1976        | A Place to Hide                  | Ann Smith               | 5 episodios                                |
| 1976        | Life and Death of Penelope       | Susie                   | episodio "The Party"                       |
| 1974        | BBC Play of the Month            | Diaphanta               | episodio "The Changeling"                  |
| 1973        | Harriet's Back in Town           | Wendy Barrett           | 12 episodios                               |
| 1972        | Coronation Street                | Christine Peters        | episodio # 1.1245                          |
| 1972        | Armchair Theatre                 | Caroline Young          | episodio "A Touch of the Victorians"       |
| 1971        | Man at the Top                   | Denise                  | episodio "Too Good for This World"         |
| 1970        | Callan                           | Mujer                   | episodio "Suddenly - At Home"              |
| 1969        | Special Branch                   | Estudiante              | episodio "A New Face"                      |
| 1968        | Ukridge                          | Angela                  | episodio "The Wedding Bells"               |

### Películas
| Año  | Título      | Personaje | Notas                                                                           |
| ---- | ----------- | --------- | ------------------------------------------------------------------------------- |
| 2009 | Free Agents | Sylvia    | junto a Stephen Mangan, Sharon Horgan, Anthony Head y Richard Dillane           |
| 2009 | Chéri       | Rose      | junto a Michelle Pfeiffer, Tom Burke, Rupert Friend, Kathy Bates y Toby Kebbell |
| 1985 | Lamb        | Mrs. Kane | junto a Liam Neeson, Hugh O'Conor, Nick Dunning, Ian Bannen e Ian McElhinney    |

### Teatro
| Año  | Obra                   | Personaje | Director (a)   | Teatro                    | Notas                                                                              |
| ---- | ---------------------- | --------- | -------------- | ------------------------- | ---------------------------------------------------------------------------------- |
| 2004 | Hamlet                 | -         | Yukio Ninagawa | Barbican Theatre          | junto a Michael Maloney, Peter Egan, Robert Demeger, Adam Dodd y Brendan O'Hea     |
| 1989 | In the Talking Dark    | -         | Braham Murray  | Royal Exchange Theatre    | junto a Terence Wilton, Norman Beaton, Wolfe Morris y Jenny Quayle                 |
| 1984 | Richard III            | -         | Bill Alexander | Royal Shakespeare Theatre | junto a Antony Sher, Roger Allam, Brian Blessed, Penny Downie y Patricia Routledge |
| 1984 | The Merchant of Venice | -         | John Caird     | Royal Shakespeare Theatre | junto a Ian McDiarmid, Christopher Ravenscroft, Adam Bareham y Sebastian Shaw      |
| 1980 | Macbeth                | -         | Bryan Forbes   | Old Vic Theatre           | junto a Peter O'Toole, Brian Blessed, Clive Wood y Dudley Sutton                   |
| 1975 | The Voysey Inheritance | -         | Robert Kidd    | Royal Lyceum Theatre      | junto a Timothy Carlton, Patrick Malahide y André Morell                           |
| 1973 | Cromwell               | -         | Anthony Page   | Royal Court Theatre       | junto a Albert Finney, Brian Cox, Alun Armstrong y Pete Postlethwaite              |

## Premios y nominaciones
| Año  | Categoría                                    | Premio             | Serie                     | Resultado |
| ---- | -------------------------------------------- | ------------------ | ------------------------- | --------- |
| 2007 | Mini-Series - Best Performance by an Actress | Golden Nymph Award | The Amazing Mrs Pritchard | Nominada  |